# Щипачов Степан Петрович
Щипачов Степан Петрович (нар. 26 грудня 1898 (7 січня 1899), присілок Щипачі, Камишловський повіт, Пермська губернія, Російська імперія — пом. 1 січня 1980, Москва) — радянський письменник, поет і прозаїк, редактор, педагог. Лауреат двох Сталінських премій (1949, 1951). Член РКП(б) з 1919 року.

## Біографія
Народився 1899 року в присілку Щипачі (нині в Богдановицькому міському окрузі Свердловської області) в сім'ї селянина. У 1913—1917 роках працював прикажчиком у книжковій крамниці в місті Камишлов. У 1919—1921 роках служив у РСЧА. У 1922—1931 роках був викладачем у військових навчальних закладах, редактором журналу «Червоноармієць» (1929—1931). Один із засновників ЛОКАФ в 1930 р. У 1931—1934 роках був слухачем Інституту червоної професури, закінчив літературний відділення Інституту. У 1937—1941 роках поет знову працював на редакційній роботі.
Літературною діяльністю займався з 1919 року. Опублікував понад 120 збірок своїх творів. Багато віршів опубліковано в періодичній пресі. Писав вірші про кохання, про природу, однак найбільш відомий громадянською лірикою.
Член правління Спілки письменників СРСР, голова секції поетів. Неодноразово бував за кордоном представником радянської письменницької громадськості. У 1960 році активно виступав проти заборони на виїзд за кордон Євгена Євтушенка.
Підписав 31 серпня 1973 року Колективний лист радянських письменників до редакції газети «Правда» щодо Солженіцина та Сахарова. Також відомий як автор погромної статті в «Литературной газете» проти Олександра Солженіцина під назвою «Кінець літературного власівця»:

…Скільки чорних слів знаходить він, щоб принизити, оббрехати нашу країну, що є світлом, надією людства, щоб закидати брудом її славу, її ідеал.
— «Литературная газета», 20.02.1974 г.
Жив у Москві: у 1937—1948 роках на Ленінградському проспекті, будинок № 28 (меморіальна дошка (1982), архітектор А. Г. Кобрин); на початку 1950-х років — на вулиці Горького, буд. 27/29; з середини 1950-х і до кінця життя — в Лаврушинському провулку, буд. 17 .
Помер 1 січня 1980 року. Похований на Кунцевському кладовищі в Москві.

## Оцінка творчості
В юності він пристосовувався до поетики «Кузні» з її космічним гіперболізмом, пізніша його лірика відрізняється швидше відходом від гучної декламації і порожньої патетики. І хоча тематично його поезія не виходить за рамки звичайного оспівування комунізму, вітчизни і щасливого майбутнього, вся ця програма зв'язується з мотивами природи і кохання, пізніше — також старіння. Особливо в пізні сталінські часи Щипачов виділявся на загальному фоні завдяки цим початковим ліричних елементам у своїй поезії. Здебільшого його вірші обмежені розвитком якоїсь однієї простої думки, його сентенції звучать дещо банально. Короткі вірші Щипачова здобули більше визнання, ніж його поеми: завдяки їх лаконічності менше відчувається недостатня музикальність поета і скупий запас слів.
.

## Родина
Перша дружина — Зінаїда.
Сини:
- Віктор
  - його дружина Фаня — прийомна онука Іллі Еренбурга
  - дочка — Ірина[3]
- Лівій — (4 серпня 1926 — 21 січня 2001). Після художньої школи для особливо обдарованих дітей закінчив художній інститут імені В. І. Сурикова. Член Спілки художників. Його роботи знаходяться в картинних галереях багатьох міст Росії, в тому числі в Третьяковській галереї, а також у закордонних зібраннях[4][5][6]. У дитинстві зіграв роль Тимура в знаменитих радянських фільмах «Тимур і його команда» та «Клятва Тимура»[7].

## Твори
- Зібрання творів у трьох томах. М., 1976—1977
- Вибрані твори в двох томах. М., 1970
- Вибрані твори в двох томах. М., 1965

Збірки віршів
- «По курганах століть», 1923
- «Одна шоста», 1931
- «Війна війні» М., 1931
- «Наперекір кордонів» М., 1932
- «Фронтові поезії», 1942
- "Рядки любові ", 1945
- «Славний труд», 1947
- Збірка «Вірші», 1948
- «Лірика» М., 1949
- «У добрий шлях» М., 1961
- «Долоня», 1964
- «Червоне листя» М., 1967
- «Товаришам по життю», 1972
- «Синява Росії», 1976
- «У горизонту», 1982

Поеми
- «Бермамыт». М., 1937
- «Домик в Шушенском», 1944 (про Володимира Леніна)
- «Павлик Морозов» [Архівовано 26 березня 2018 у Wayback Machine.], 1950
- «Наследник» М., 1966
- «Звездочет» М., 1968
- «12 месяцев вокруг Солнца», 1969

Повість

- «Берёзовый сок», 1956

## Нагороди та премії
- Сталінська премія другого ступеня (1949) — за збірку віршів (1948)
- Сталінська премія першого ступеня (1951) — за поему «Павлик Морозов» (1950)
- орден Леніна (28.10.1967)
- 2 ордени Трудового Червоного Прапора (26.01.1959; 05.01.1979)
- орден Дружби народів (23.01.1974)
- 2 ордени Червоної Зірки (24.07.1942; 23.09.1945)
- медалі

## Вірш
Одне з найвідоміших його віршованих творів — «Піонерський галстук».

Как повяжешь галстук,

Береги его:

Он ведь с красным знаменем

Цвета одного.

А под этим знаменем

В бой идут бойцы,

За отчизну бьются

Братья и отцы.
Как повяжешь галстук,

Ты — светлей лицом…

На скольких ребятах

Он пробит свинцом!..

Пионерский галстук —

Нет его родней!

Он от юной крови

Стал ещё красней.
Как повяжешь галстук,

Береги его:

Он ведь с красным знаменем

Цвета одного.